# Falkneria camerani
Falkneria camerani es una especie de molusco gasterópodo de la familia Hygromiidae en el orden de los Stylommatophora.

## Distribución geográfica
Es endémica de Italia. 

## Hábitat
Su hábitat natural son: zonas rocosas.

## Estado de conservación
Se considera vulnerable por la pérdida de su hábitat natural.